# Atractomorpha similis
Atractomorpha similis är en insektsart som beskrevs av Bolívar, I. 1884. Atractomorpha similis ingår i släktet Atractomorpha och familjen Pyrgomorphidae. Inga underarter finns listade i Catalogue of Life.